# Ahmad Muhammad
Ahmad Mahmud Muhammad (arab. أحمد محمود محمد) – egipski zapaśnik walczący w stylu klasycznym. Złoty medalista mistrzostw Afryki w 1989 roku.